# Petinomys lugens
Petinomys lugens — вид гризунів родини Sciuridae. Вона є ендеміком Індонезії. Її природним середовищем існування є субтропічні або тропічні сухі ліси. Їй загрожує втрата середовища існування.

## Характеристики
P. lugens досягає довжини тіла приблизно 25–26 сантиметрів, довжини хвоста — приблизно 21–23 сантиметри, а важить — приблизно 450 грамів. Забарвлення спини та голови суцільне димчасто-коричнево-чорне. Хвіст нечітко двоколірний. На кожній щоці у тварин є невелика бородавка з трьома-чотирма помітними щетинками.

## Спосіб життя
Майже немає даних чи спостережень щодо способу життя P. lugens. Її спосіб життя, ймовірно, схожий на спосіб життя інших летяг: вона веде деревний спосіб життя, переважно нічний, і харчується рослинами.